# Hilde Mangold
Hilde Mangold geboren Pröscholdt (Gotha, 20 oktober 1898 – Berlijn, 4 september 1924) was een Duits embryologe. In 1924, op de leeftijd van 26 jaar, legde zij met experimenten voor haar proefschrift de basis voor het onderzoek naar embryonale inductie. Haar onderzoek stond onder leiding van Hans Spemann. Zij ontdekte in het bijzonder de Spemann Mangold organizer, een weefsel verantwoordelijk voor inductie van de gastrulatie. Hans Spemann ontvangt vervolgens in 1935 de Nobelprijs voor Geneeskunde voor deze ontdekking.

## Biografie
Hilde Pröscholdt werd geboren op 20 oktober 1898 in Gotha, Thüringen in Duitsland. Zij was de tweede van drie dochters van het echtpaar Ernst en Gertrude Pröscholdt. Haar moeder had brede culturele interesses en was actief in de politiek, waar ze vrouwenrechten voorstond. 
Met zestien jaar werd Hilde toegelaten tot het Gymnasium Ernestinum in Gotha, dat in die tijd nauwelijks vrouwen toeliet. Nadat ze daar met goede cijfers slaagde ging ze naar een huishoudschool, waar ze slechts zes maanden bleef. Vervolgens werd ze toegelaten tot de Universiteit van Jena als student scheikunde. Toch was ook die studie niet wat ze zocht. Ze voelde meer voor biologie en zoölogie. Daar ging ze voor naar de Universiteit van Frankfurt. Ze woonde daar een lezing over embryologie bij van Spemann, die daarvoor naar Frankfurt was gekomen. Hilde was zo enthousiast dat ze vroeg of ze bij hem een doctoraat kon doen. Hij vond dat goed en Hilde ging naar de Universiteit van Freiburg waar Spemann hoofd van de afdeling zoölogie was. 
Ze leerde snel en deed laboratorium-ervaring op. Met haar handigheid voor fijn naaiwerk, wat ze op de huishoudschool geleerd had, kon ze minuscule chirurgische operaties uitvoeren. Ze begon haar experimenten in 1921 en in februari 1923 schreef ze haar proefschrift. In de tussentijd leerde ze Otto Mangold, een van de medewerkers van Spemann, kennen. Ze werden verliefd en trouwden op de 23e verjaardag van Hilde. Nadat ze haar doctoraat in zoölogie verkregen had, verhuisde ze met haar man en zoontje Christian, naar Berlijn. 
Kort na de verhuizing stierf Hilde aan ernstige brandwonden als gevolg van een explosie van een gaskachel bij haar schoonouders in Berlijn. Zij heeft de publicatie van haar werk niet meegemaakt en heeft ook niet geweten van de enorme invloed die haar werk had op de wetenschap en die van embryonale inductie in het bijzonder.

## Onderzoek

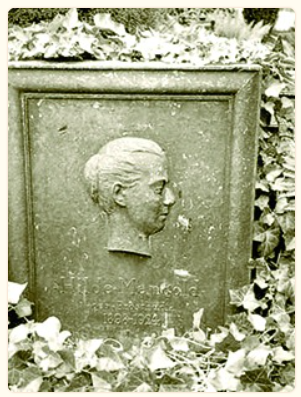
Grafsteen van Hilde Mangold

Hilde gebruikte microchirurgie om weefsel, zo klein als speldenpunten, te verplaatsen van een salamander-embryo naar het andere. Ze maakte daarbij gebruik van de instrumenten die Spemann uitgevonden had, zoals de mini-lasso's van babyhaar en extreem dunne naalden van glas om stukjes van embryo's mee te snijden of weg te branden. Elk van de twee salamanderembryo's was van een andere soort en had een andere pigmentatie waardoor uiteindelijk goed te volgen was welke cellen deelnamen aan de nieuwe structuren. Het weefsel dat ze transplanteerde, wordt ook wel de 'dorsale lip' genoemd. Deze plaatste ze tegenover de dorsale lip van het ontvangende embryo. De embryo's hadden in dit stadium van gastrula een afmeting van 1,5 mm, maar dankzij haar handigheid en doorzettingsvermogen kon ze uiteindelijk 259 transplantaties verrichten. De transplantatie van de dorsale lip van een embryo naar het andere veroorzaakte de groei van een tweede lichaams-as, met vorming van een Siamese tweeling van salamanders.
Het experiment toonde aan dat gedurende embryonale inductie de dorsale lip de organizer bleek te zijn die verantwoordelijk was voor inductie van de drie kiembladen en de vorming van de neurale buis. Haar proefschrift droeg de titel Über Induktion von Embryonalanlagen durch Implantation artfremder Organisatoren.
Viktor Hamburger (1900-2001) schreef in zijn memoires dat Hilde een doordringend en nadenkend intellect had en een levendig gevoel voor schoonheid in natuur en kunst.